# Hans Wossidlo

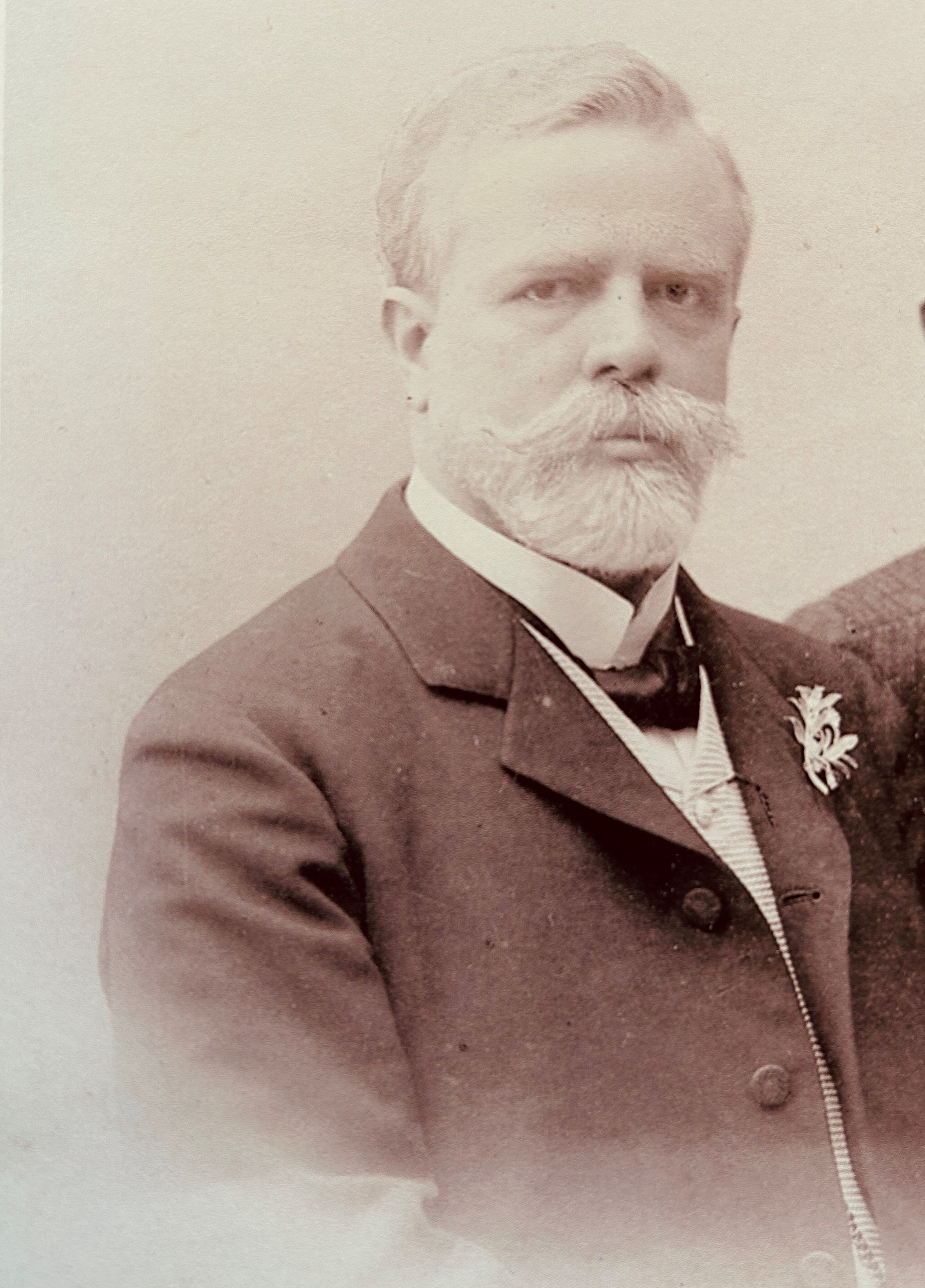
Hans Wossidlo

Hans Richard Wossidlo  (* 3. Juli 1854 in Gardelegen; † 1918) war ein deutscher Urologe.

## Leben
Hans Wossidlo, Sohn eines Kreisarztes, studierte an der Universität Leipzig und ab 1874 am  Medicinisch-chirurgischen Friedrich-Wilhelms-Institut in Berlin. 1875 wurde er im Pépinière-Corps Franconia recipiert. Er klammerte die Zweite Charge und die Erste Charge. An der Friedrich-Wilhelms-Universität zu Berlin wurde er 1877 zum Dr. med. promoviert. Danach war er Militärarzt. Er wurde 1879 Assistenzarzt 2. Kl. und schied 1885 als Assistenzarzt 1. Kl. aus dem aktiven Dienst aus. Zuletzt war er beim Kaiser Alexander Garde-Grenadier-Regiment Nr. 1. 1883 ging er nach Südafrika (Kapstadt und Johannesburg), wo er als Arzt und Chirurg praktizierte und ab 1894 war er wieder in Berlin als Spezialist für Urologie. Zuvor hatte er sich bei Josef Englisch und Anton von Frisch in Wien, Maximilian Nitze in Berlin, Arthur Kollmann in Leipzig, Felix Martin Oberländer in Dresden und in Paris auf diesem Gebiet ausbilden lassen. Er war Autor in der Real-Encyclopädie der gesammten Heilkunde (4. Auflage). Er entwickelte ein Inzisionskystoskop, das sich aber nicht durchsetzte. Er heiratete 1882. Sein Sohn Erich Wossidlo (1882–1931) übernahm die Praxis und gab Neuauflagen der Bücher seines Vaters heraus.

## Schriften
- Die Stricturen der Harnröhre und ihre Behandlung. Naumann, Leipzig 1890, Internet Archive
- mit Fritz Voelcker: Urologische Operationslehre. G. Thieme 1918.
- Die Gonorrhoe des Mannes und ihre Komplikationen. Enslin, Berlin 1903; 3. Auflage, Thieme 1923